# 0771
0771 è il prefisso telefonico del distretto di Formia, appartenente al compartimento di Roma.
Il distretto comprende la parte orientale della provincia di Latina. Confina con i distretti di Latina (0773) a ovest, di Frosinone (0775) e di Cassino (0776) a nord e di Caserta (0823) a est.

## Aree locali e comuni
Il distretto di Formia comprende 14 comuni inclusi nelle 3 aree locali di Fondi, Formia (ex settori di Formia, Ponza e Ventotene) e Minturno. I comuni compresi nel distretto sono: Campodimele, Castelforte, Fondi, Formia, Gaeta, Itri, Lenola, Minturno, Monte San Biagio, Ponza, Santi Cosma e Damiano, Sperlonga, Spigno Saturnia e Ventotene.